# Deux Génies de l'immortalité
Dos Genis de la immortalitat (Deux Génies de l'immortalité en francès) és una obra de Guérin (1800) exposada al Louvre. Es tracta d'una composició circular encarregada per al sostre de la sala del Museu d'Antiguitats.